# Glänzende Binsenjungfer
Die Glänzende Binsenjungfer (Lestes dryas) ist eine Libelle der Gattung der Binsenjungfern (Lestes) und gehört zur Familie der Teichjungfern (Lestidae).

## Beschreibung

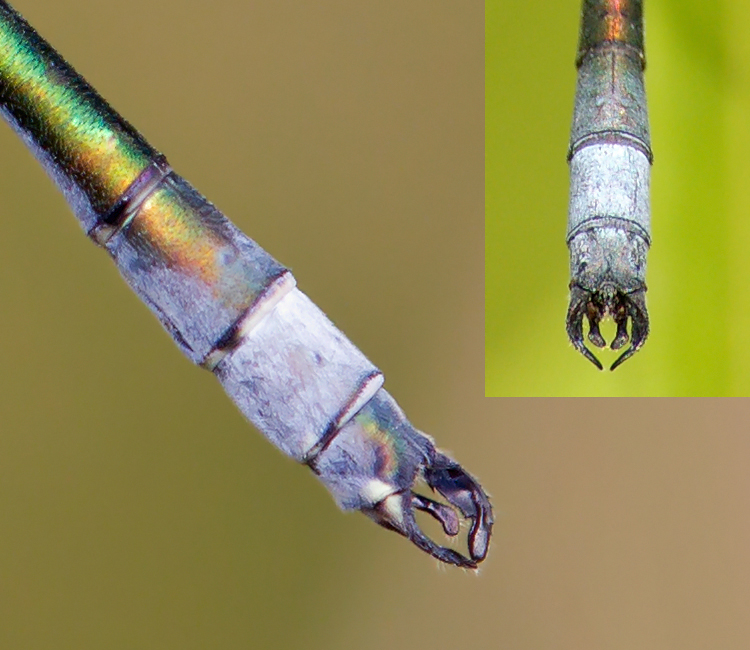
Löffelförmige innere Hinterleibsanhänge

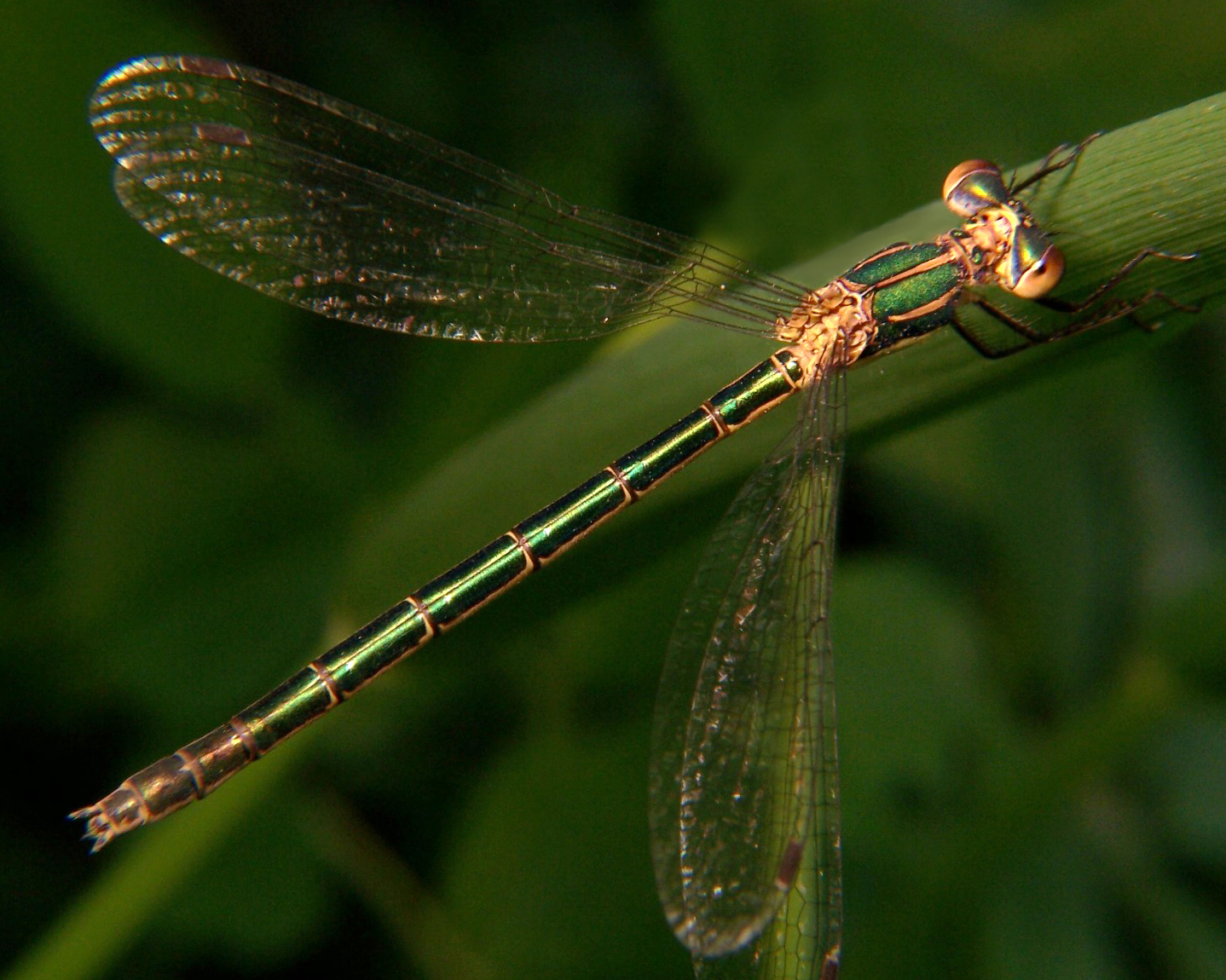
Weibchen

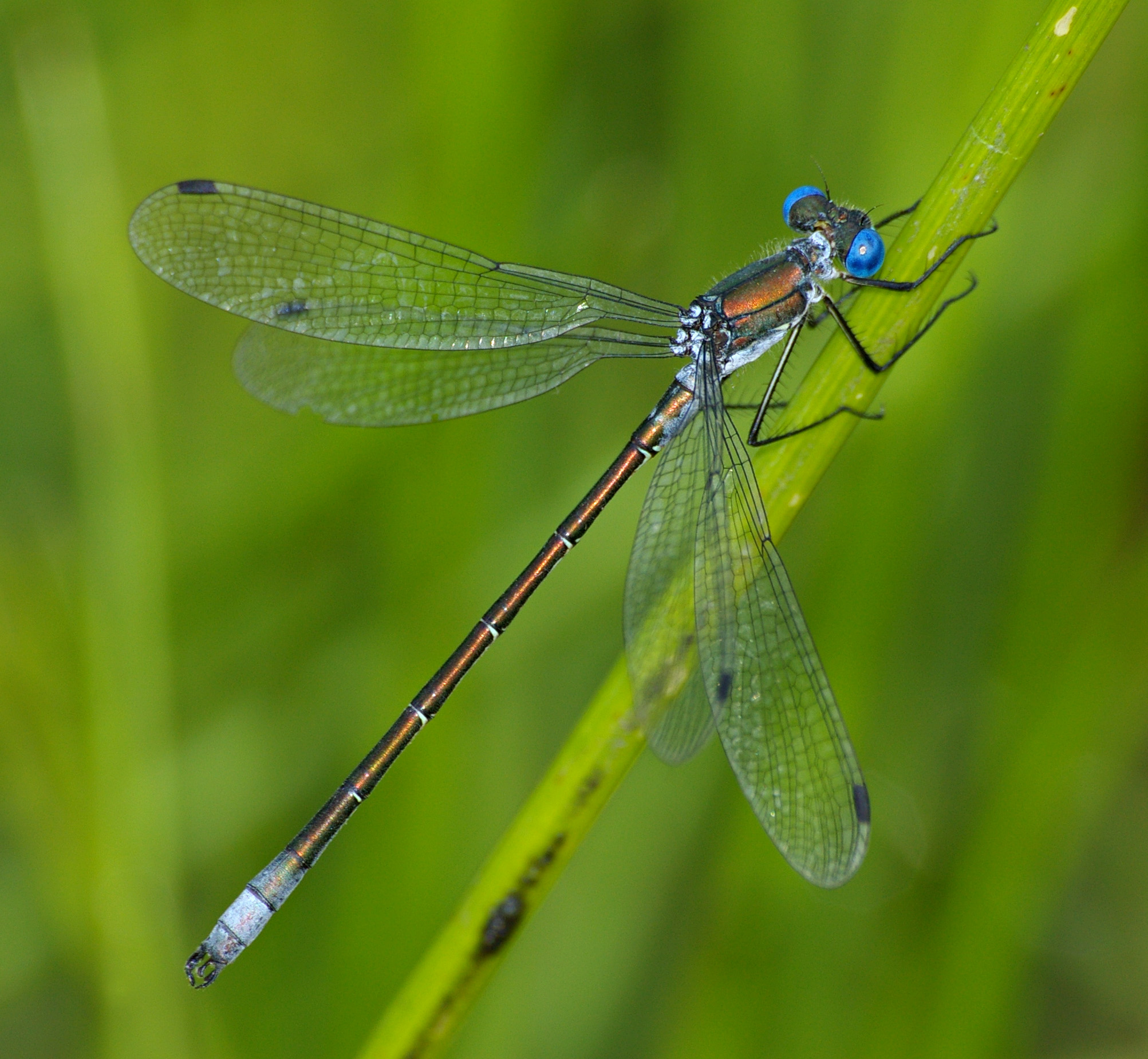
Älteres Männchen

Die Glänzende Binsenjungfer erreicht eine Flügelspannweite von circa fünf Zentimetern. Sie hat einen metallisch-grün gefärbten Thorax und ein glänzend schwarzgrünes Abdomen, das beim geschlechtsreifen Männchen am Ende verdickt und blau bereift ist. Im Alter werden die dunklen Körperpartien kupferfarben und stumpfer. Die Flügelmale sind einfarbig schwärzlich.
Die Art kann leicht mit der wesentlich häufigeren Gemeinen Binsenjungfer (Lestes sponsa) verwechselt werden. Sicher sind beide nur durch Betrachtung der inneren Hinterleibsanhänge bei Männchen bzw. des Legestachels bei Weibchen mit einer Lupe zu unterscheiden. Auch ist beim Männchen der zweite Hinterleibsring (2. Segment hinter dem Flügelansatz) nicht vollständig blau bereift. Im direkten Vergleich wirkt Lestes dryas etwas kräftiger und glänzender.

## Verbreitung und Lebensraum
Die Glänzende Binsenjungfer ist holarktisch verbreitet, sie kommt entsprechend in Europa, Asien und Nordamerika vor.
An stehenden Gewässern mit stark schwankendem Wasserspiegel und Binsenbeständen sowie an Moorgewässern kommt die Glänzende Binsenjungfer stellenweise recht zahlreich vor. Sie tritt oft zusammen mit Lestes sponsa auf. Die Flugzeit reicht von Juni bis September. In Südeuropa kann die Art im Sommer zwei Generationen ausbilden.

## Lebensweise
Das Verhalten der Glänzenden Binsenjungfer ist dem von L. sponsa sehr ähnlich. Meistens findet man sie auf senkrechten Pflanzenteilen sitzend, dort vollzieht sich auch die Paarung. Die Eier werden im Paarungstandem in aus dem Wasser ragende, senkrechte Pflanzen wie z. B. Binsen gestochen. Dabei klettern die Tiere so lange am Stängel nach unten, bis ihre Körper meist komplett ins Wasser eintauchen. Nur selten findet die Eiablage ohne das Männchen statt.
Die Larven schlüpfen im April aus den überwinterten Eiern. Nach nur sehr kurzer Larvalphase vollzieht sich noch im selben Sommer die Metamorphose zur fertigen Imago.